# اورلئان
اورلئان (به فرانسوی: Orléans) مرکز استان مرکزی (Région Centre) کشور فرانسه است.
این شهر که در شمال شرقی این استان واقع شده به شبکه سراسری راه‌آهن و بزرگراهی فرانسه متصل است. بزرگترین رود فرانسه، لوآر (Loire) از این شهر نیز می‌گذرد. شهراورلئان در فرانسه به عنوان شهر تاریخ و هنر طبقه‌بندی شده‌است.
نویسنده سرشناس فرانسوی، رنه سدی یو در سال ۱۹۰۶ در این شهر متولد شد.

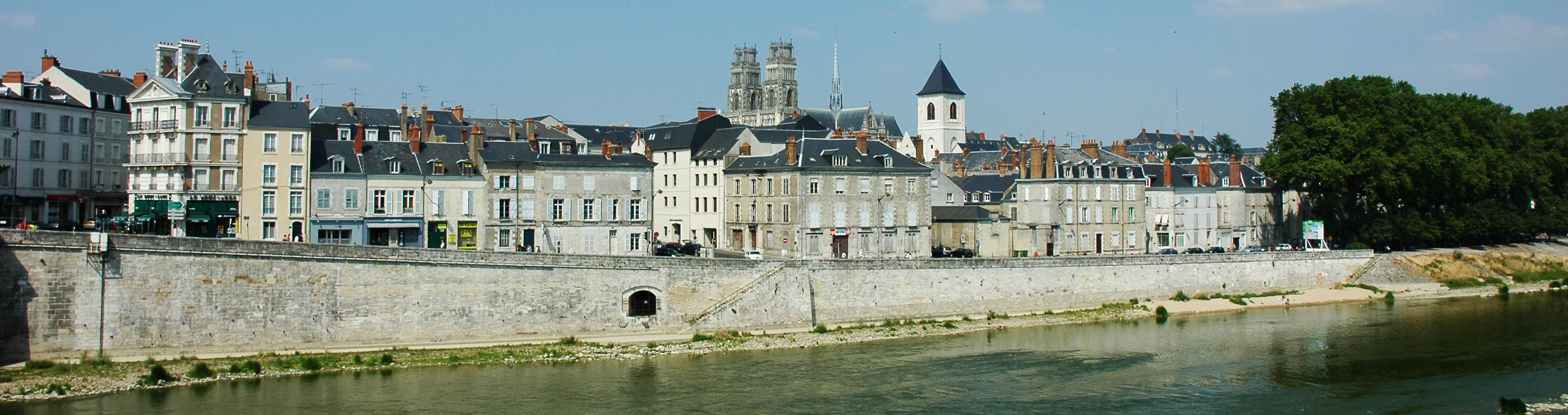
نمایی از شهر ارلئان